# 卡尼縣 (堪薩斯州)
卡尼縣（英語：Kearny County，簡稱KE）是美國堪薩斯州西部的一個縣。面積2,257平方公里。根據美國2000年人口普查，共有人口4,531人。縣治萊金 （Lakin）。
成立於1873年3月6日 （原名Kearney縣），1883年被撤，1887年3月5日重建改名，1889年2月25日縣政府成立。縣名紀念在美國內戰中陣亡的菲利浦·卡尼少將（Philip Kearny）。